# Stormyran, Vilhelmina
Stormyran, Vilhelmina este o arie protejată (arie specială de conservare — SAC, sit de importanță comunitară — SCI) din Suedia întinsă pe o suprafață de 6,9 ha, integral pe uscat.

## Localizare
Centrul sitului Stormyran, Vilhelmina este situat la coordonatele 64°34′00″N 16°48′19″E / 64.5666°N 16.8052°E.

## Înființare
Situl Stormyran, Vilhelmina a fost declarat sit de importanță comunitară în decembrie 1998 pentru a proteja 2 specii de plante. Situl a fost protejat și ca arie specială de conservare în martie 2011.

## Biodiversitate
Situată în ecoregiunea boreală, aria protejată conține 1 habitat natural: Turbării Aapa.
La baza desemnării sitului se află mai multe specii protejate de  plante (2): Meesia longiseta, ochii-șoricelului (Saxifraga hirculus).